# Vitorlás algaevő harcsa
A vitorlás algaevő harcsa (Pterygoplichthys gibbiceps) a sugarasúszójú halak (Actinopterygii) osztályának harcsaalakúak (Siluriformes) rendjébe, ezen belül a tepsifejűharcsa-félék (Loricariidae) családjába tartozó faj.

## Előfordulása
A vitorlás algaevő harcsa előfordulási területe Dél-Amerika északi fele. Az Amazonas és az Orinoco folyók felső és középső szakaszain található meg.

## Megjelenése
Ez a tepsifejűharcsa elérheti az 50 centiméteres hosszúságot is. Magyar nevét a hatalmas hátúszójáról kapta. A nagy úszóin és testén az alapszín barna vagy feketés árnyalatú; ezeket pedig sok apró, még sötétebb petty borítja.

## Életmódja
Trópusi és édesvízi halfaj, amely a mederfenéken tartózkodik. A 23-27 Celsius-fokos hőmérsékletet, valamint a 6-8 pH értékű vizet kedveli. Éjszaka tevékeny és amint neve is mondja, algákkal táplálkozik.

## Felhasználása
Kereskedelmi halászata folyik az akváriumok számára.

## Képek

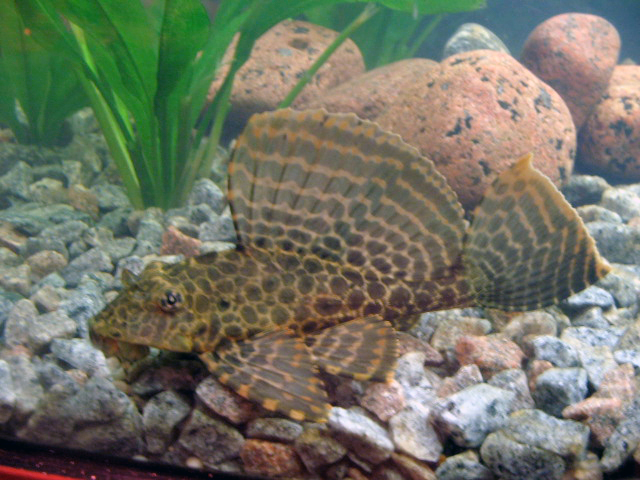
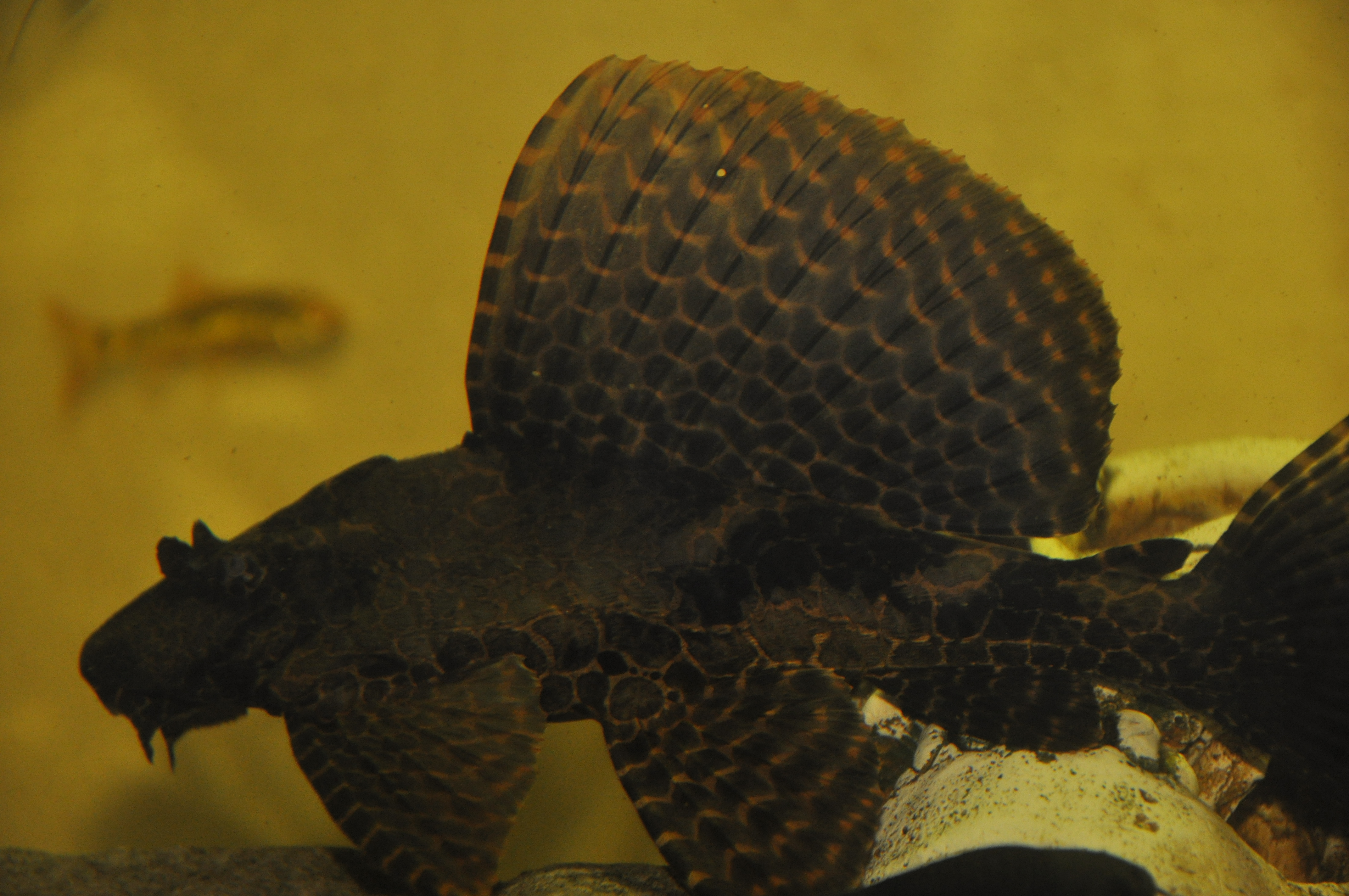
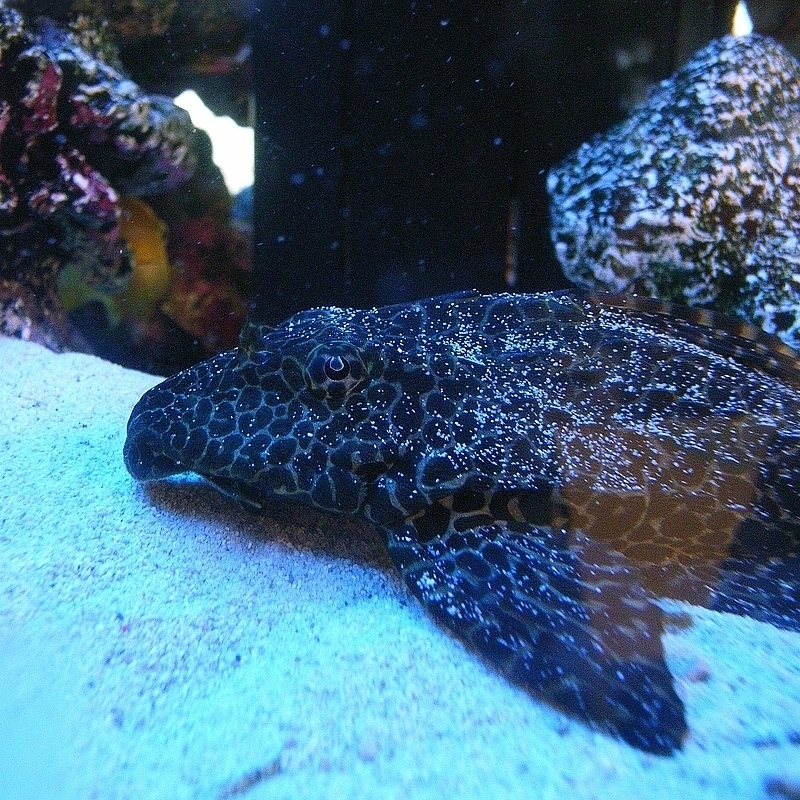
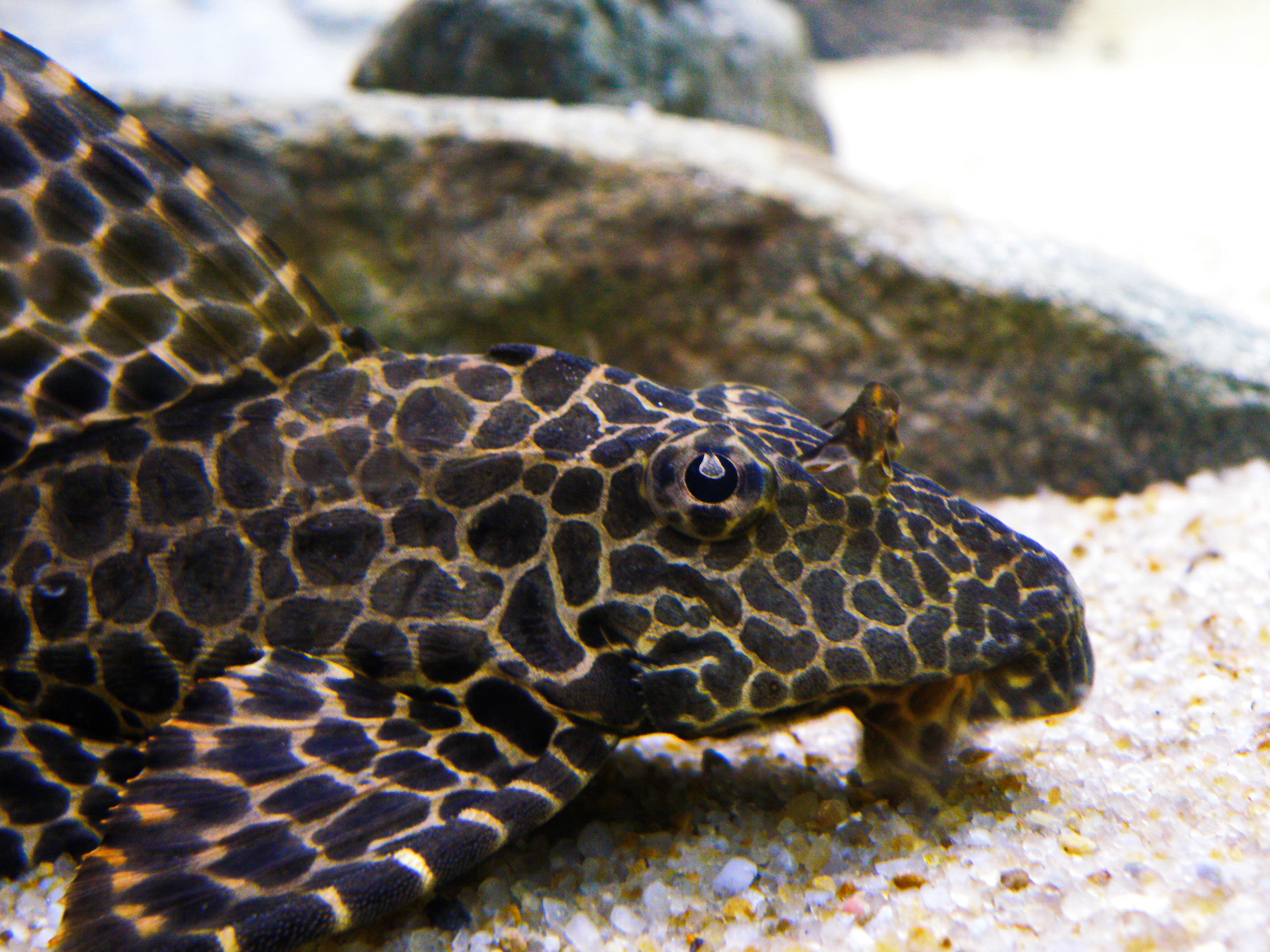
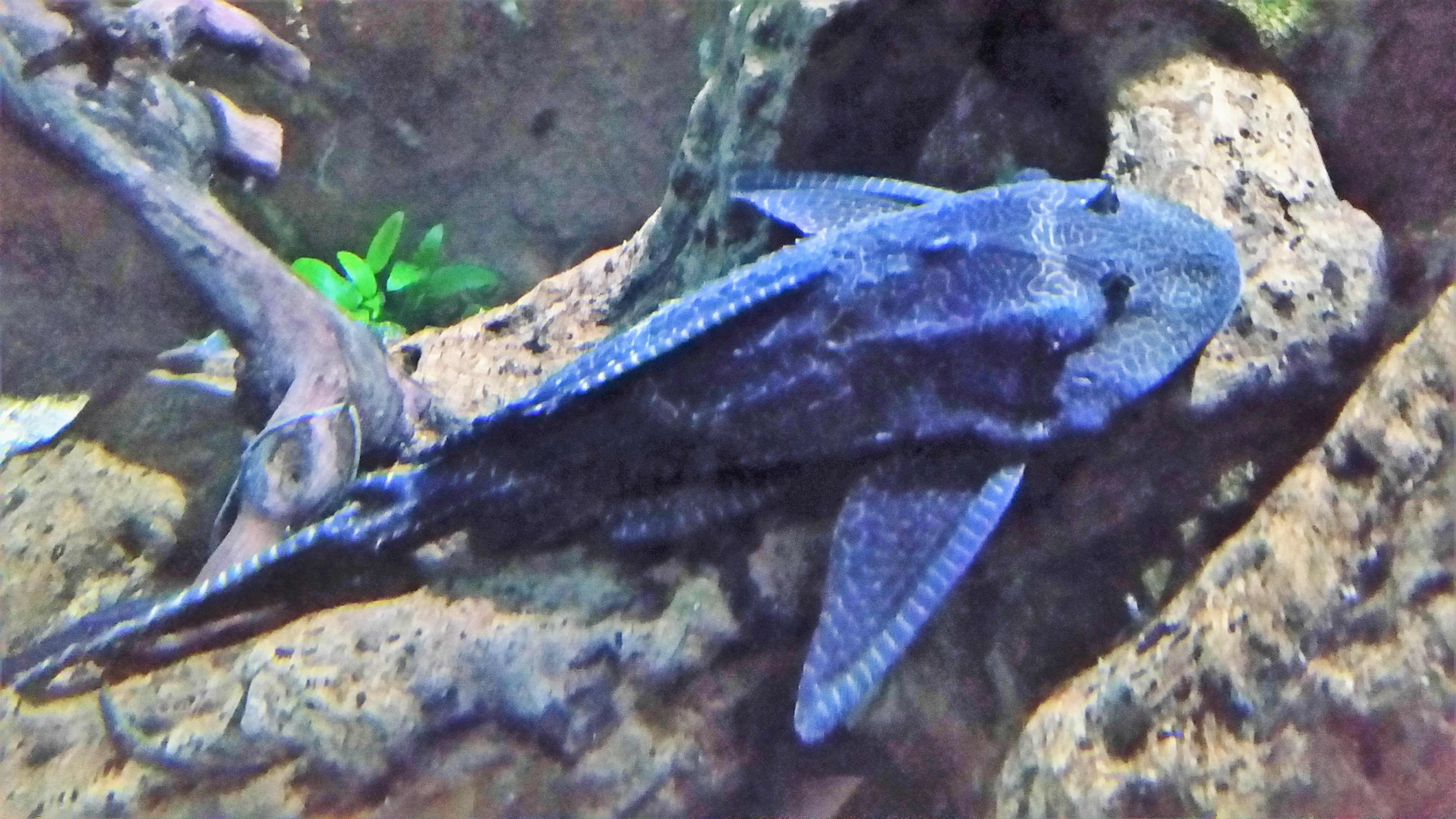